# 钨酸钴
钨酸钴是一种无机化合物，化学式为CoWO4。它在自然界中以Krasnoselskite的矿物形式存在。

## 制备
钨酸钴可以通过钨酸钠和硫酸钴（或硝酸钴）的反应得到：
Na2WO4 + CoSO4 → CoWO4↓ + Na2SO4